# Mycale: Book of Angels Volume 13
Mycale: Book of Angels Volume 13 es un álbum con composiciones de John Zorn interpretado por el cuarteto vocal femenino Mycale. Es la entrega número trece del segundo libro Masada, "The Book of Angels".  Ayelet Rose Gottlieb declaró: "Nos han dicho que logramos crear nuestro propio "lenguaje" dentro de este cuarteto a cappella ... la base de nuestra música son las composiciones de John Zorn, que en este caso son canciones melódicas, basadas en la "escala judía"... pero siempre con un giro que envía las piezas a otro lugar, más allá del klezmer recto... encima de eso están nuestros arreglos y elecciones de texto."

## Recepción
Ian Flick le otorgó al álbum 3½ estrellas, declarando: "En general, este es un álbum muy extraño y aunque no es una grabación difícil o realmente exigente, no estoy seguro de entenderlo. Solo está esta atmósfera de pura extrañeza que simplemente no puedo saber si esto es bueno, malo o simplemente decente. Si quieres algo totalmente avant-garde por uno de sus intérpretes clave, escucha esto."
Por su parte José Ignacio Vidal, paraThe Holy Filament señaló: ”Esta vez, la armonía hebrea nos las traen 4 bellas mujeres coreando armónicamente absolutamente a capela 11 temas uno tan bello como el que lo prosigue y antecede, cánticos celestiales”.

## Listado de pistas
Todas las  composiciones por John Zorn.
1. "Uzziel" - 3:10
2. "Ahaha"- 2:53
3. "El El" - 2:19
4. "Tehom" - 2:26
5. "Moloch" - 2:32
6. "Balam" - 3:12
7. "Melech" - 2:47
8. "Tarshish" - 4:01
9. "Asaph" - 3:18
10. "Rumiel" - 2:55
11. "Natiel" - 4:10

## Integrantes / Intérpretes
- Ayelet Rose Gottlieb - voz
- Sofía Rei Koutsovitis - voz
- Basya Schecter - Voz
- Malika Zarra - Voz